# (970) Примула
970 Примула (970 Primula) — астероид главного пояса, открыт 29 ноября 1921 года.
Перед присвоением имени носил название (970) 1921 LB.